# Allsvenskan i speedway
Allsvenskan i speedway är den näst högsta serien för speedway i Sverige. Säsongen 2024 tävlar sju lag i serien. Speedwayallsvenskan introducerades år 1948. Före lanseringen av Elitserien 1982 var Allsvenskan den högsta serien för svensk speedway.

## Tävlande lag 2024
Följande lag tävlar i Allsvenskan säsongen 2024:
| Lag               | Ort       | Län                  | Grundad | Speedwaybana            |
| ----------------- | --------- | -------------------- | ------- | ----------------------- |
| Gislaved Speedway | Gislaved  | Jönköpings län       | 1936    | OnePartnerGroup Arena   |
| Griparna          | Nyköping  | Södermanlands län    | 1949    | Nyköpings Motorstadion  |
| Masarna           | Avesta    | Dalarnas län         | 1937    | Arena Avesta            |
| Njudungarna       | Vetlanda  | Jönköpings län       | 1946    | Vetlanda Motorstadion   |
| Örnarna           | Mariestad | Västra Götalands län | 1949    | Grevby Motorstadion     |
| Solkatterna       | Karlstad  | Värmlands län        | 1967    | Kalvholmen Motorstadion |
| Valsarna          | Hagfors   | Värmlands län        | 1967    | Tallhult Motorstadion   |